# Adad
Adad – bóg burzy, wiatru, deszczu i piorunów oraz siły niszczycielskiej, jedno z ważniejszych bóstw w mitologii babilońskiej. Geneza Adada sięga okresu sumeryjskiego. Był on utożsamiany z pomniejszym bóstwem w panteonie sumeryjskim – Iszkurem, którego cechy rozwinęły się w okresie babilońskim, a następnie asyryjskim, gdy Adadowi przypisano atrybuty i cechy wojskowe. O randze Adada świadczy włączanie jego imienia do imion królów. 